# El lobo de mar (novela)
El lobo de mar es una novela de aventuras con marcado carácter psicológico publicada en 1904 por el escritor estadounidense Jack London. Su primera edición de cuarenta mil copias se agotó antes incluso de ponerse a la venta por el efecto que había causado su anterior obra La llamada de lo salvaje.

## Argumento
Al igual que La llamada de la selva, El lobo de mar cuenta la historia de un protagonista casero suave, en el caso de esta novela un hombre intelectual llamado Humphrey van Weyden, obligado a convertirse en resistente y autosuficiente por la exposición a la crueldad y brutalidad. La historia comienza con él a bordo de un ferry de San Francisco, llamado Martínez, que choca con otro barco en la niebla y se hunde. Él está a la deriva en la bahía, con el tiempo de ser recogido por Lobo Larsen. Larsen es el capitán de una goleta sello caza, la Fantasma. Brutal y cínico, pero también muy inteligente e intelectual (aunque altamente sesgada en sus opiniones, ya que fue autodidacta), que gobierna sobre su barco y aterroriza a la tripulación con la ayuda de su excepcionalmente gran fuerza física. Van Weyden lo describe adecuadamente como un individualista, hedonista y materialista. Larsen no cree en la inmortalidad del alma, no encuentra sentido a su vida a salvar para la supervivencia y el placer, y ha llegado a despreciar la vida humana y negar su valor. Estar interesado en alguien capaz de disputas intelectuales, que tanto se encarga de Van Weyden, a quien llama 'joroba', mientras que lo que le obligó a convertirse en un grumete, hacer un trabajo de baja categoría, y aprender a luchar para proteger a sí mismo de un equipo brutal.
Un acontecimiento clave en la historia es un intento de motín contra Lobo Larsen por varios miembros de la tripulación. Los organizadores del motín son Leach y Johnson. Johnson había sido golpeado duramente por Larsen, y Leach había sido golpeado antes, mientras se ven obligados a convertirse en un remero, motivando a los dos. El primer intento es mediante el envío de Larsen por la borda; Sin embargo, se las arregla para volver a subir al barco. Busca a su agresor, se aventura en los dormitorios, ubicados debajo de la cubierta principal, siendo la única salida de una escalera. Varios, al menos siete hombres, toman parte en el motín y atacan Larsen. Larsen, sin embargo, lo que demuestra su inhumana resistencia, fuerza y convicción, logra abrirse paso a través de la tripulación, subir la escalera con varios hombres colgando de él, y escapar relativamente ilesos. Van Weyden se promueve como compañero, por había sido asesinado el compañero de originales. Larsen tarde obtiene su venganza por torturar a su tripulación, y constantemente afirmando que él va a asesinar a Leach y Johnson en su brevedad, siendo la temporada de caza que se hace, ya que no puede permitirse el lujo de perder tripulación. Más tarde se les permite que se pierdan en el mar cuando intentan huir en un barco de caza.
Durante esta sección, la Fantasma recoge otra serie de náufragos, incluyendo una crítica de obras literarias llamada Maud Brewster. La señorita Brewster y van Weyden se conocían con anterioridad, pero solo como escritores. Tanto Lobo Larsen y Van Weyden sienten inmediatamente atracción por ella, debido a su inteligencia y "delicadeza femenina". Van Weyden la ve como su primer amor verdadero. Él se esfuerza para protegerla de la tripulación, los horrores de la mar, y Wolf Larsen. Mientras esto sucede, Lobo Larsen se encuentra con su hermano Muerte Larsen, un amargo oponente. Lobo es secuestrado por varios de la tripulación de la Muerte que los obligó a la servidumbre para llenar sus propias filas. Durante una de intensos dolores de cabeza de Lobo Larsen, que lo inmovilizan, Van Weyden roba un barco y huye con la señorita Brewster.
Los dos finalmente aterrizan en una isla desierta, poblada con focas. Cazan, construir refugios y hacen una fogata, y sobreviven durante varios días, con la fuerza que adquirieron mientras que en El santo, el fantasma finalmente se estrella en la isla, con Lobo Larsen el único miembro de la tripulación. Como venganza, La muerte Larsen había seguido a su hermano, sobornado a su tripulación, destruido sus velas, y deja a Larsen a la deriva en el mar. Es pura casualidad que Van Weyden y la señorita Brewster vean a Larsen  de nuevo.
Van Weyden obtiene todas las armas, incluyendo armas de fuego quedan en la nave, pero no puede soportar la idea de asesinar a Larsen, que no le amenaza. Van Weyden y la señorita Brewster deciden que pueden reparar el barco, pero Larsen, que tiene la intención de morir en la isla y llevarlos con él, sabotea cualquier reparación que hacen. Después de un dolor de cabeza, Larsen se vuelve ciego. Él finge parálisis e intenta asesinar Van Weyden cuando dibuja alcance de la mano, pero justo en ese momento es golpeado  y queda el lado derecho de su cuerpo paralizado. Su condición sólo empeora; pierde el uso de su restante brazo, la pierna y la voz. La señorita Brewster y Van Weyden, incapaz de decidirse a dejarlo a la putrefacción, cuidan de él. A pesar de esta bondad, continúa su resistencia, incendiando el colchón de la litera por encima de él.
Van Weyden termina de reparar la Fantasma, y él y la señorita Brewster zarpan. Durante una tormenta violenta, Lobo Larsen muere. Dan a Larsen un entierro en el mar, un acto reflejo de un incidente Van Weyden fue testigo cuando fue rescatado primero. La historia termina con los dos siendo rescatados por un guardacostas estadounidense.